# Jake Weary
Jake Weary (* 14. Februar 1990 in Trenton, New Jersey) ist ein US-amerikanischer Schauspieler und Musiker.
Weary ist der Sohn der Schauspieler A. C. Weary und Kim Zimmer. Er hat zwei Geschwister.

## Filmografie
- 2004: Law & Order: Special Victims Unit (Fernsehserie, Folge 5x25)
- 2009: Three Rivers Medical Center (Fernsehserie, 1 Folge)
- 2010: Altitude – Tödliche Höhe
- 2010: Fred – Der Film
- 2011: Fred 2: Night of the Living Fred
- 2012: Camp Fred (Fred 3)
- 2012: Fred: The Show
- 2014: It Follows
- 2014: Chicago Fire (Fernsehserie, 3 Folgen)
- 2014: Zombiber (Zombeavers)
- 2014: Stalker (Fernsehserie, 1 Folge)
- 2014–2015: Pretty Little Liars (Fernsehserie, 4 Folgen)
- 2015: A Deadly Adoption (Fernsehfilm)
- 2016–2022: Animal Kingdom (Fernsehserie, 75 Episoden)
- 2016: Message from the King
- 2017: Tomato Red
- 2017: Smartass
- 2019: Es Kapitel 2 (It Chapter Two)
- 2021: The Birthday Cake
- 2023: You Sing Loud, I Sing Louder
- 2024: Trigger Warning
- 2025: Westhampton
- 2025: The Walking Dead: Dead City (Fernsehserie, 2 Episoden)
- 2025: The Waterfront (Fernsehserie, 8 Episoden)